# Ingili
L'Ingili (in russo Ингили?) è un fiume dell'Estremo oriente russo che scorre nel Territorio di Chabarovsk).
Il fiume è un affluente di destra della Maja e sub-affluente dell'Aldan (bacino della Lena). Nasce nella sezione occidentale dell'Altopiano della Judoma e della Maja; scorre mediamente con direzione occidentale, senza incontrare centri urbani. Sfocia nella Maja a 355 km dalla foce. La lunghezza del fiume è di 171 km, l'area del bacino è di 2 720 km².